# Ferrariana trivittata
Ferrariana trivittata är en insektsart som beskrevs av Victor Antoine Signoret 1851. Ferrariana trivittata ingår i släktet Ferrariana och familjen dvärgstritar. Inga underarter finns listade i Catalogue of Life.